# The Atlas Underground
The Atlas Underground è il primo album in studio del chitarrista statunitense Tom Morello, pubblicato il 12 ottobre 2018 dalla BMG Rights Management.

## Descrizione
Rispetto a quanto operato in precedenza con i gruppi Rage Against the Machine e Prophets of Rage, l'album di debutto del chitarrista include sonorità maggiormente EDM e hip hop, senza tralasciare i tipici elementi rap metal. In esso sono presenti le partecipazioni di svariati artisti, come Big Boi, GZA e RZA del Wu-Tang Clan, K.Flay, Tim McIlrath dei Rise Against e Steve Aoki.
L'album include inoltre il singolo del 2016 Battle Sirens, realizzato con il duo australiano Knife Party.

## Tracce
1. Battle Sirens (ft. Knife Party) – 4:03
2. Rabbit's Revenge (ft. Bassnectar, Big Boi & Killer Mike) – 2:59
3. Every Step That I Take (ft. Portugal. The Man & Whethan) – 3:42
4. We Don't Need You (ft. Vic Mensa) – 3:03
5. Find Another Way (ft. Marcus Mumford) – 4:38
6. How Long (ft. Steve Aoki & Tim McIlrath) – 4:23
7. Lucky One (ft. K.Flay) – 3:32
8. One Nation (ft. Pretty Lights) – 4:15
9. Vigilante Nocturno (ft. Carl Restivo) – 3:29
10. Where It's at Ain't What It Is (ft. Gary Clark Jr. & Nico Stadi) – 3:38
11. Roadrunner (ft. Leikeli47) – 2:48
12. Lead Poisoning (ft. GZA, RZA & Herobust) – 4:05